# 汈东街道
汈东街道是中华人民共和国湖北省孝感市汉川市下辖的一个街道办事处。
2012年12月14日，湖北省民政厅批复同意设立汈东街道办事处，以汈东棉花原种场的范围为汈东街道办事处的行政区域，街道办事处驻汈东街17号。

## 行政区划
汈东街道下辖以下村级行政区划单位：
泥湖生产队、施山塔生产队、新乐生产队、长乐生产队、原种生产队、汈东生产队、长虹生产队、洪淌生产队、长兴铺生产队和孔沟生产队。